# West Haven (Utah)
West Haven è un comune degli Stati Uniti d'America, nella contea di Weber nello Stato dello Utah.